# Lockenhaus
Lockenhaus (węg. Léka, burg.-chorw. Livka) – gmina targowa w Austrii, w kraju związkowym Burgenland, w powiecie Oberpullendorf. 1 stycznia 2014 liczyła 2,01 tys. mieszkańców.